# Henrik Wiehe
Henrik Wiehe, född 9 februari 1927 i Frederiksberg, död 1 juli 1987, var en dansk skådespelare. Han var gift med skådespelaren Lene Vasegaard. 
Wiehe studerade drama för Holger Gabrielsen och Hans Egede Budtz för att senare studera Århus Teaters elevskola 1946–1949. Efter studierna engagerades han vid Det Ny Teater och Folketeatret 1949–1950, Det ny Teater 1950–1955, ABC-Teatret och Det Ny Scala 1955–1956. Han har medverkat i flera TV- och radioroller.

## Filmografi (urval)
- 1950 – Susanne
- 1953 – Vi som går køkkenvejen
- 1959 – Far til fire på Bornholm
- 1967 – SS Martha
- 1972 – Olsen bandens store kup